# Al-Khazini
Ne pas confondre avec l'astronome et mathématicien du Xe siècle al-Khāzin
Abu’l-Fath ‘Abd Al-Raḥmān Al-Khāzinī est un astronome et physicien Iranien, d'origine Grecque ayant travaillé à Merv dans la première moitié du XIIe siècle. Il est l'auteur de tables astronomiques, d'un traité sur les instruments et d'un autre traitant de la statique et des centres de gravité. 

## Sources
1. ↑  (en) H. J. J. Winter, « PERSIAN SCIENCE IN SAFAVID TIMES », sur The Cambridge History of Iran, février 1986
2. ↑  (fa) « پژوهش‌های ایرانی | سرنوشت خازنی: داستان غم انگیز دانشمندان ایران » (consulté le 8 avril 2020)
3. ↑  (en) J. Vernet, « al-K̲h̲āzinī », Encyclopaedia of Islam, Second Edition,‎ 24 avril 2012 (lire en ligne)

- (en) Robert E. hall, « Al-Khāzinī, Abu’l-Fath ‘Abd Al-Raḥmān », dans Complete Dictionary of Scientific Biography, Détroit, éditions Scribner, 2008 (ISBN 978-0-684-31559-1, lire en ligne)
- (en) Julio Samsó, « Al-Khāzinī », dans Helaine Selin, Encyclopaedia of the History of Science, Technologie, and Medecine in Non-Western Cultures, Springer-Verlag, 2008 (ISBN 978-1-4020-4559-2)